# Atomosphyrus wandae
Atomosphyrus wandae é uma espécie de aranha saltadora do gênero Atomosphyrus que vive no Brasil. A aranha foi descrita pela primeira vez em 2020 por Abel Bustamante e Gustavo Ruiz. Apenas o homem foi identificado. É uma pequena aranha com carapaça laranja 1,07 milímetros (0,042 pol) iono e um abdômen de cor creme 1,44 milímetros (0,057 pol) longo. A carapaça tem um padrão de listras e o abdômen tem um padrão de manchas. Distingue-se das outras aranhas do gênero, principalmente da similar Atomosphyrus breyeri, pelo comprimento do êmbolo e pela apófise tibial retrolateral triangular .
Atomosphyrus wandae é uma espécie de aranha saltadora do gênero Atomosphyrus que vive no Brasil. A aranha foi descrita pela primeira vez em 2020 por Abel Bustamante e Gustavo Ruiz. Apenas o homem foi identificado. É uma pequena aranha com carapaça laranja 1,07 milímetros (0,042 pol) iono e um abdômen de cor creme 1,44 milímetros (0,057 pol) longo. A carapaça tem um padrão de listras e o abdômen tem um padrão de manchas. Distingue-se das outras aranhas do gênero, principalmente da similar Atomosphyrus breyeri, pelo comprimento do êmbolo e pela apófise tibial retrolateral triangular .

## Taxonomia
Atomosphyrus wandae foi descrito pela primeira vez por Abel Bustamante e Gustavo Ruiz em 2020. A espécie recebeu o nome da aracnóloga polonesa Wanda Wesołowska. Foi colocado no gênero Atomosphyrus, descrito pela primeira vez por Eugène Simon em 1902. Foi colocado na tribo Thiodinini no clado Amycoida por Wayne Maddison em 2015 com base em seu corpo semelhante a uma formiga. Em 2017, o gênero foi agrupado com 30 outros gêneros de aranhas saltadoras sob o nome de Amycines, derivado do nome do gênero Amycus.